# Pelle Blom
Per "Pelle" Blom, född 1960, är en svensk musiker, musiktekniker och musikproducent.
Som musiker har han spelat med en mängd svenska artister som Magnus Lindberg, Leather Nun, Ulf Lundell, Hot Soup. Som tekniker har han jobbat med de flesta i "elitserien" under den svenska hårdrocksboomen under 1980-talet. Har även verkat som producent för bl.a. John Norum, Gigi Hamilton, Return. Drog sig tillbaka från musikbranschen efter några framgångsrika år med Hot Soup.